# Abu al-Wafa
Abū al-Wafāʾ, Muḥammad ibn Muḥammad ibn Yaḥyā ibn Ismāʿīl ibn al-ʿAbbās al-Būzjānī eller Abū al-Wafā Būzhjānī (persisk: ابوالوفا بوزجانی or بوژگانی), (født 10. juni 940, død 15. juli 998), var en persisk matematiker og astronom, som arbejdede i Bagdad. Han gjorde vigtige fremskridt inden for sfærisk trigonometri, og hans arbejde med aritmetik for forretningsmænd omfatter den første brug af negative tal i middelalderlig islamisk tekst.
Han er også tillagt arbejdet med at opstille tabellerne for sinus og tangens i 15' intervaller, ligesom han introducerede funktionerne for sekant og cosekans. Endvidere studerede han de gensidige relationer mellem de seks trigonometriske linjer, der hører sammen med en bue. Hans værk Almagestum sive systema astronomicum, en undersøgelse af Ptolemaios' system, baseret på egne observationer, blev ivrigt studeret af arabiske astronomer i århundreder efter hans død. Han vides at have skrevet adskillige andre bøger, som ikke er bevaret, blandt dem oversættelser og kommentarer til værker af Diofant af Alexandria og al-Khwārizmī.

## Liv
Han var født i Buzhgan, (det nuværende Torbat-e Jam) i Khorasan (i nutidens Iran). I en alder af 19 år, i 959, flyttede han til Bagdad og blev der til sin død i 998. Han var samtidig med de fremtrædende videnskabsmænd Abu Sahl al-Quhī og al-Sijzi, som var i Bagdad  på samme tid, og andre som Abu Nasr Mansur, Abu-Mahmud Khojandi, Kushyar Gilani og al-Biruni. I Bagdad kom han i tjeneste under medlemmer af Buyidernes hof.

## Astronomi
Abu al-Wafa' var den første, der byggede en vægkvadrant til at observere himlen. Det er blevet foreslået, at han var påvirket af al-Battanis arbejder, eftersom denne beskrev en kvadrant i sin Kitāb az-Zīj.
I 997 deltog han i et eksperiment, der skulle bestemme forskellen i lokal tid mellem hans position, Bagdad, og al-Birunis (der levede i Kath, nu en del af Uzbekistan). Resultatet var meget tæt på de nutidige beregninger og viste en forskel på tilnærmelsesvis 1 time mellem de to længdegrader. Abu al-Wafa vides også at have samarbejdet med Abu Sahl al-Quhi, som var en berømt konstruktør af astronomiske instrumenter. Selv om der ikke er teoretisk innovation i det, der er bevaret af hans arbejder, blev hans observationsdata brugt af mange senere astronomer, inklusive al-Biruni.

### Almagest
Blandt hans værker om astronomi findes i dag kun de første syv afhandlinger fra hans Almagest (Kitāb al-Majisṭī). Arbejderne dækker talrige emner inden for plan og sfærisk trigonometri, planetteori og løsninger til at bestemme retningen mod Qibla.

## Matematik
Ved brug af tangenter kunne han hjælpe med at løse problemer, som vedrørte retvinklede sfæriske trekanter. Desuden udviklede han en ny teknik til at beregne sinustabeller, hvilket gjorde ham i stand til at beregne dem mere nøjagtigt end hans forgængere.
Han etablerede en række trigonometriske identiteter som for eksempel sin(a ± b) i deres moderne form, hvor de gamle græske matematikere havde udtrykt de ækvivalente identiteter som korder.
{\displaystyle \sin(\alpha \pm \beta )=\sin \alpha \cos \beta \pm \cos \alpha \sin \beta }
Han opdagede også sinusrelationen for sfæriske trekanter:
{\displaystyle {\frac {A}{\sin a}}={\frac {B}{\sin b}}={\frac {C}{\sin c}}}
hvor A, B, C er sider og  a, b, c er de modstående vinkler.

## Arbejder
- Almagest (كتاب المجسطي Kitāb al-Majisṭī).
- En bog om zij kaldet Zīj al-wāḍiḥ (زيج الواضح), som er gået tabt.[4]
- "En bog om de geometriske konstruktioner, som er nødvendige for en håndværker", (كتاب في ما یحتاج إليه الصانع من الأعمال الهندسية Kitāb fī mā yaḥtāj ilayh al-ṣāniʿ min al-aʿmāl al-handasiyya).[8] Teksten indeholder mere end hundrede geometriske konstruktioner, herunder af en regelmæssig heptagon, som er blevet kontrolleret og sammenlignet med andre matematiske afhandlinger. Oprindelsen af denne tekst i den latinske del af Europe debateres stadig.[9][10]
- "En bog om hvad der er nødvendigt fra den aritmetriske videnskab for skrivere og forretningsfolk", (كتاب في ما يحتاج إليه الكتاب والعمال من علم الحساب Kitāb fī mā yaḥtāj ilayh al-kuttāb wa’l-ʿummāl min ʾilm al-ḥisāb).[8] Dette er den første bog, hvor negative tal bliver brugt i middelalderlige islamiske tekster.[4]

## Eftermæle
- Månekrateret Abul Wafa er opkaldt efter ham.[11]
- Den 10. juni 2015 ændrede Google sit logo i erindring om Abu al-Wafa' Buzjani.[12]